# Polytribax rufipes
Polytribax rufipes är en stekelart som först beskrevs av Johann Ludwig Christian Gravenhorst 1829.  Polytribax rufipes ingår i släktet Polytribax och familjen brokparasitsteklar. Arten är reproducerande i Sverige. Utöver nominatformen finns också underarten P. r. orbitalis.